# Samurai Sensei
Samurai Sensei (サ ム ラ ラ せ ん せ い, in lingua internazionale conosciuto anche come Samurai Teacher) è un dorama stagionale giapponese basato sul manga scritto da Esusuke Kuroe; narra di un samurai che compie un viaggio nel tempo avanti di 150 anni fino a raggiungere il Giappone moderno. La serie televisiva è stata trasmessa dalla TV Asahi dal 13 di ottobre all'11 dicembre del 2015.

## Trama
Mentre sta per commettere il seppuku rituale durante il periodo Bakumatsu, il samurai Takechi Hanpeita (Ryō Nishikido) si ritrova d'improvviso del tutto involontariamente trasportato nell'età contemporanea del moderno Giappone rurale. Il giovane guerriero - completamente sconcertato dall'accadimento occorsogli - viene accolto da un anziano signore dal cuore gentile che gestisce un centro giovanile d'istruzione privata, con grande dispiacere dei nipoti di quest'ultimo, Haruka e Toranosuke.
Nonostante compia un ben poco sforzo per nascondere tutto il suo disprezzo per l'occidentalizzazione sfrenata della sua amata patria, Hanpeita si ritrova lentamente ad adattarsi alla sua nuova vita mentre immagina i modi possibili per poter ritornare indietro a casa da sua moglie.